# 만네르헤임가
만네르헤임가(스웨덴어: Mannerheim)는 스웨덴계 핀란드 귀족 가문이다. 그 뿌리는 독일에 둔다. 크게 만네르헤임 남작가와 만네르헤임 백작가로 나뉜다.

만네르헤임 남작 문장.
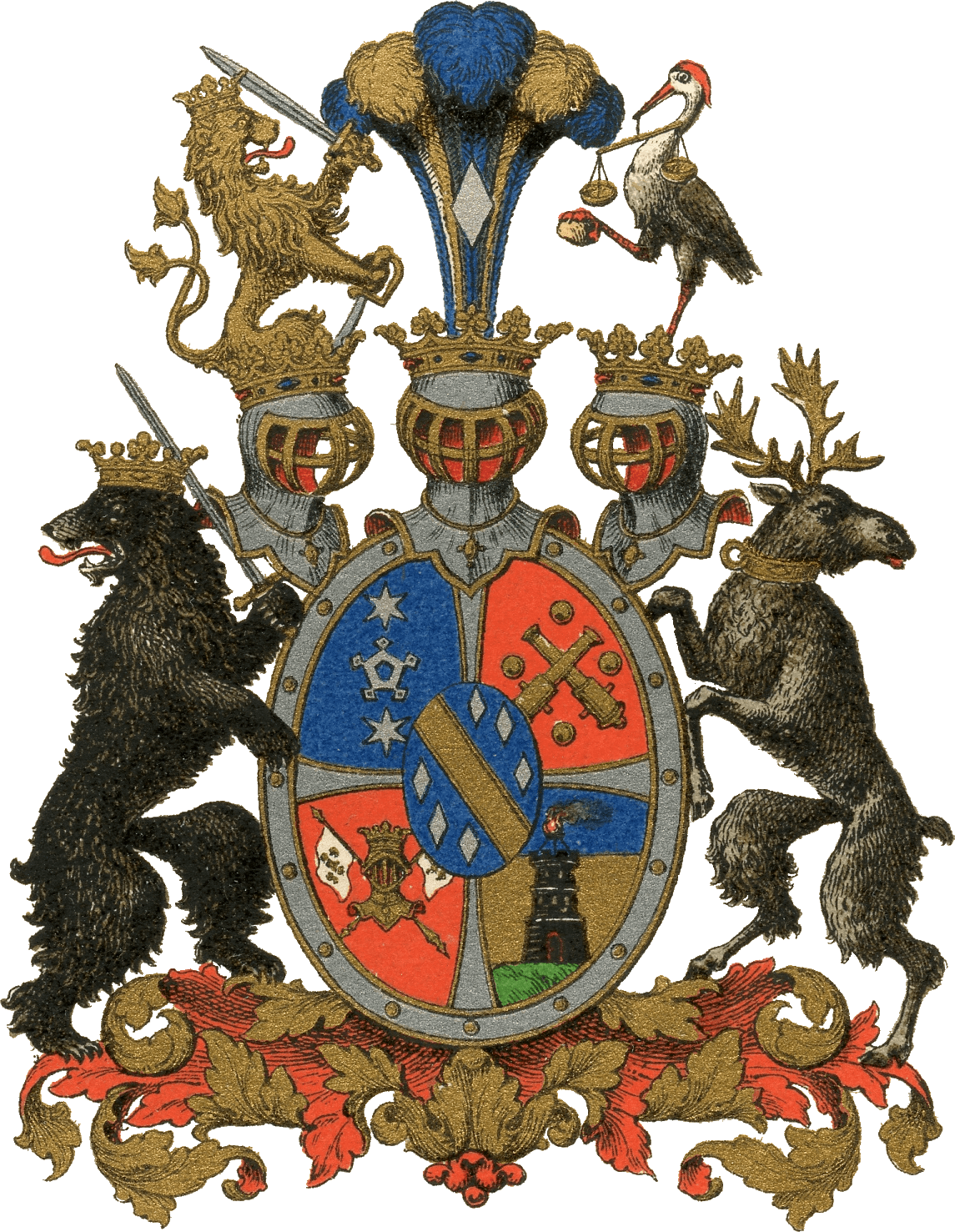
만네르헤임 백작 문장.

만네르헤임 남작가의 당주는 핀란드 기사원 18번 의석을 가졌다. 독일인 제분업자 하인리히 마르하인(Heinrich Marhein, 1618년–1667년)을 조상으로 한다. 마르하인은 스웨덴 예블레로 이주하였고, 하인리히의 아들 아우구스틴 마르하인은 1693년 스웨덴 귀족으로 서임되었다. 아우구스틴은 핀란드 기사원에 평귀족으로 등원하면서 성을 만네르헤임으로 갈았다. 이때 평귀족으로서 의석은 1260번이었다. 아우구스틴의 아들 요한 아우구스틴 만네르헤임은 포병장교이자 제분업자로서 1768년 남작으로 승격되었다. 요한 아우구스틴 만네르헤임은 1776년 기사원 277번 의석에 등원했다. 만네르헤임 남작가는 18세기 하반기에 핀란드 땅으로 이주하여 1818년 정착했다.
만네르헤임 백작가는 만네르헤임 남작가의 분가이며, 그 당주는 핀란드 기사원 8번 의석을 가졌다. 요한 아우구스틴 만네르헤임 남작의 아들 칼 에리크 만네르헤임 남작(1759년–1837년)은 1788년 구스타브 3세에게 대항한 아냘라 음모사건에 가담했다. 하지만 음모가 탄로난 뒤에도 칼 에리크 남작은 사면을 받았고, 핀란드로 건너가 1795년 로우히섬 장원을 매입했다. 칼 에리크 남작은 1805년 핀란드 경제인협회 회장으로 선출되었고, 러시아의 핀란드 지배가 시작되었을 즈음에는 러시아 황제 알렉산드르 1세의 핀란드 자문단 대표가 되었다.  칼 에리크 남작은 1822년부터 1826년까지 최초의 핀란드 원로원 재무부부장을 지냈다. 원로원은 핀란드 내각의 전신으로서, 그는 최초의 핀란드 총리라고도 할 수 있다. 1824년 칼 에리크는 백작으로 승격되었다. 만네르헤임 백작가의 백작 작위는 장남 혈통으로만 계승되며, 장남 이외의 아들들은 남작 작위를 계승받는다.